# Björntjärnen (Norrfjärdens socken, Norrbotten, 726755-176034)
Björntjärnen är en sjö i Piteå kommun i Norrbotten och ingår i Alterälven-Piteälvens kustområde. Sjön har en area på 0,0311 kvadratkilometer och ligger 29 meter över havet.

## Delavrinningsområde
Björntjärnen ingår i det delavrinningsområde (726647-176049) som SMHI kallar för Rinner mot Bärtnäsfjärden. Medelhöjden är 29 meter över havet och ytan är 16,65 kvadratkilometer. Det finns inga avrinningsområden uppströms utan avrinningsområdet är högsta punkten. Avrinningsområdets utflöde mynnar i havet, utan att ha någon enskild mynningsplats. Avrinningsområdet består mestadels av skog (77 procent). Avrinningsområdet har 0,09 kvadratkilometer vattenytor vilket ger det en sjöprocent på 0,5 procent.